# Fajstos
Fajstos ali Fajst (grško Φαιστός, starogrško Φαιστός: Faistós), prečrkovano tudi Phaestos, Festos in latinsko Phaestus, je bronastodobno arheološko najdišče pri sodobnem Fajstosu, občini v južni osrednji Kreti. Antični Fajstos je bil približno 5,6 km vzhodno od Sredozemskega morja in 62 km južno od Irakliona in je bilo drugo največje mesto minojske Krete.  Ime je ostalo po starogrškem imenu za mesto na Kreti, kar dokazuje, da je bil na sedanjih ruševinah ali njihovi bližini.
Ime temelji na kovancih klasičnega mesta. Na njih so motivi Evrope, ki sedi na biku, Talosa s krili, Herakleja brez brade in z vencem ali Zevsa kot golega mladca, ki sedi na drevesu. Na sprednji ali zadnji strani je ime mesta ali njegova okrajšava, napisano kot ΦΑΙΣ ali ΦΑΙΣΤΙ za Phaistos ali Phaistios (pridevnik  "phaistian") pisano od desne proti levi ali od leve proti desni.  Teh nekaj deset kovancev je bilo pri zbiralcih, a ne dajo nobene informacije o legi Fajstosa.
Lego Fajstosa je razkril Thomas Abel Brimage Spratt, poveljnik parnika Spitfire, v sredozemskem poročilu leta 1853 o topografiji naselij in spomenikov na Kreti.  Spratt je sledil Strabonu, ki pravi: 
Od treh mest, ki jih je Minos združil v metropolo, so tretje, to je bil Phaestus, Gortijci porušili do tal; je 60 stadijev oddaljen od Gortisa, 20 od morja in 40 od pristanišča Matalum; dežela je v lasti tistih, ki so jo porušili.
Preprost geometričen problem, nastal s temi razdaljami od znanih točk, je bil rešen brez težav v raziskavi. Lega je bila določena na vzhodnem koncu hriba ali grebena, ki se dviga iz sredine doline reke Jeropotamos, ki se razteza od morja do planote Mesara v smeri vzhod–zahod. Grič se je imenoval Kastri ('trdnjava', 'majhen grad'). Vojak Spratt je takoj razumel pomen lege: 
Tako sem ugotovil, da je Phaestus zasedal skrajni greben, ki deli morsko ravan Debaki od planote Mesara, tako da nadzira komunikacijo z ozko dolino …
Naselje 16 hiš je stalo na grebenu, toda glede na sledove obzidja se domneva, da je bilo tu mesto. Pol stoletja pozneje je Federico Halbherr s svojo skupino pri odstranjevanju hiše začel odkrivati ostanke obsežnega kompleksa palače. Ker je začel izkop leta 1900, prej kot Arthur Evans v Knososu, ni poznal Evansovih odkritij minojske civilizacije, niti ni poznal  Michaela Ventrisa, ki je dešifriral linearno pisavo B. Izkopavanje je končal leta 1904 s prepričanjem, da se bo ponovno začelo v drugi polovici stoletja, leta 1950. Takrat so domnevali, da je bila palača zgrajena na začetku predpalačnega obdobja skupaj z vsemi drugimi. Po letu 1955 se je ime kraja, 𐀞𐀂𐀵, pa-i-do, razlagalo kot Phaistos (napisano v mikenski grščini) , pa-i-to naj bi bil kraj na Kastri.
Linearne pisave B v Fajstosu niso našli, čeprav tradicija in tablice iz Knososa kažejo, da je bil Fajstos kolonija Knososa. Le nekaj koščkov z  linearno pisavo A je bilo najdenih. Fajstos je verjetno bil upravno središče, zato je čudno, da niso našli zapisov. Morda jih še bodo.

## Izkopavanja
Leta 1908 je Pernier v kleteh severne skupine palače našel Fajstosov disk. Ta artefakt je glinast disk, datiran v 1950 in 1400 pred našim štetjem in je navdušil z edinstveno prefinjeno hieroglifno pisavo. Grobnice vladarjev Fajstosa so našli na pokopališču, ki je bilo odkrito 20 minut proč od palače.
- Vhod v palačo
- Detajl arheološkega najdišča Fajstos
- Ptič oklepa ribo. Dekoracija na glinenem vrču iz alabastra– iz Kalivije, Fajstos, Kreta. Zgodnje predpalačno obdobje (1350–1300 pr. n. št.)

## Bronasta  doba
Fajstos je bil naseljen od približno 4000 pred našim štetjem.  Palačo, šteto od srednje bronaste dobe, je uničil potres v poznobronasti dobi. Knosos je bil skupaj z drugimi minojskimi lokacijami uničen v tistem času. Palača je bila obnovljena proti koncu poznobronaste dobe.
Prva palača je bila zgrajena okoli leta 2000 pred našim štetjem. Ta del je na nižji ravni kot zahodno dvorišče in ima lepo fasado s plastično zunanjo obliko, tlakovano dvorišče in stolp s potjo, ki vodi do višje ravni. Stara palača je bila uničena trikrat v približno treh stoletjih. Po prvi in drugi nesreči so bili obnova in popravila narejeni tako, da so vidne tri gradbene faze. Okoli 1400 pred našim štetjem so Ahajci uničili Fajstos in Knosos. Zdi se, da se pozneje palača ni uporabljala, saj niso odkrili palače iz mikenske dobe.
Stara palača je bila zgrajena v predpalačnem obdobju , nato dvakrat obnovljena zaradi velike škode po potresu. Ko je bila palača spet uničena zaradi potresa, so zgradili novo na vrhu stare.
Tu so izkopali več predmetov z napisi v linearni pisavi A. Zdi se, da so ime kraja tudi deloma dešifrirali iz teh besedil in je verjetno podobna mikenski PA-I-TO, kot je zapisana v linearni pisavi B. Več konstrukcij vrste kulura (podzemna jama) so tudi našli. Lončarstvo je bilo razvito v srednji in pozni minojski dobi, vključno večbarvni predmeti in reliefi, ki so posnemali kovinske predmete. Bronastodobni predmeti iz Fajstosa so posode s tulci v obliki mosta, čaše v obliki jajčne lupine, visoke čaše in veliki pitosi. 
Na enem od treh hribov na območju so najdbe iz srednjega neolitika in del palače, ki je bila zgrajena v zgodnjeminojskem obdobju. Še dve palači sta bili verjetno zgrajeni v srednje- in poznominojski dobi. Videti so starejše od Knososa, a manjše. Na ruševinah (verjetno uničenih zaradi potresa okoli leta 1600 pred našim štetjem) je bila zgrajena palača poznejšega minojskega obdobja, večja in veličastnejša. Ima več prostorov, ločenih s stebri.
Ravni gledališkega prostora, povezane z dvema čudovitima stopniščema, so glavni dostop do glavne dvorane propilej z visokimi vrati. Dvojna vrata so vodila neposredno na osrednje dvorišče skozi zelo široko ulico. Sijaj notranjih prostorov je posledica tal in sten s ploščami iz peščenega in belega mavčnega kamna. V zgornjih nadstropjih zahodnega dela so bile prostorne obredne sobe, vendar njihova natančna rekonstrukcija ni bila mogoča.
Briljanten vhod z osrednjega dvorišča je vodil do kraljevih apartmajev v severnem delu palače, ki je imela pogled na vrhove Psiloritisa, za njihovo gradnjo je bil med drugim uporabljen alabaster. Za prince so bile namenjene posebne sobe, manjše in manj razkošne so bili kraljevi prostori.

## Železna doba
Fajstos je v grški literaturi pogosto omenjen. Homer ga je prvi omenil kot "zelo poseljen"  in omenja tudi, da je sodeloval v trojanski vojni.  Zgodovinar Diodor Sicilski piše , da so Fajstos skupaj s Knososom in Kidonijo tri mesta, ki jih je ustanovil kralj Minos na Kreti. Pavzanija in Štefan Bizantinski pišeta v svojih besedilih, da je bil ustanovitelj mesta sin Herkula ali Ropalusa.  Mesto Fajstos je povezano z mitskim kraljem Krete Radamantom.
Nova naselitev se je začela v geometrični dobi in se je nadaljevala v naslednjih obdobjih (od 8. stoletja pr. n. št. naprej), in sicer do 3. stoletja, ko so mesto dokončno uničili sosednji Gortijci.
Fajstos je imel svojo valuto in je ustvaril zavezništvo z drugimi samostojnimi kretskimi mesti in s kraljem Pergamona Evmenom II. Proti koncu 3. stoletja pr. n. št. so Fajstos uničili Gortijci in od takrat je prenehal obstajati. Častili so Afrodito in boginjo Leto, ki je bila imenovana tudi Fitija. Prebivalci Fajstosa so se odlikovali po svojih smešnih pregovorih. Iz Fajstosa je bil tudi Epimenid, ki je bil moder človek in so ga Atenci povabili, da očisti mesto po onesnaženju, ki so ga prinesli Alkmenidi v 6. stoletju pr. n. št.